# S̤
S̤ (minuscule : s̤), appelé  S tréma souscrit, est un graphème utilisé dans la romanisation BGN/PCGN du kurde et dans la romanisation ALA-LC de l’ourdou écrit avec la devanagari.
Elle est composée de la lettre S diacritée d’un tréma souscrit.

## Utilisation
Dans la romanisation ALA-LC de l’ourdou écrit avec la devanagari, ‹ s̤ › translittère leᭂ sa noukta ‹ स़ ›.
Dans la romanisation Edmonds/PCGN System 1956 du kurde écrit avec l’alphabet arabe, ‹ s̤ › translittère la lettre ṯāʾ ‹ ث › de certains mots d’emprunt arabes lorsque celle-ci n’est pas transcrite sīn ‹ ﺱ ›.

## Représentations informatiques
Le S tréma souscrit peut être représenté par les caractères Unicode suivant :
- décomposé (latin de base, diacritiques) :

| formes    | représentations | chaînes de caractères | points de code | descriptions                                         |
| --------- | --------------- | --------------------- | -------------- | ---------------------------------------------------- |
| majuscule | S̤               | S◌̤                    | U+0053 U+0324  | lettre majuscule latine s diacritique tréma souscrit |
| minuscule | s̤               | s◌̤                    | U+0073 U+0324  | lettre minuscule latine s diacritique tréma souscrit |

## Sources
- (en) « Hindi », dans ALA-LC Romanization Tables, 2011 (lire en ligne)
- (en) The Permanent Committee on Geographical Names, The Kurdish Toponymy of Northern Iraq, 2003 (lire en ligne), p. 10–11